# Persephone (thần thoại)
Persephone (tiếng Hy Lạp cổ đại: Περσεφόνη, Persephone) là bà hoàng Âm phủ, là nữ thần trong Thần thoại Hy Lạp. Persephone là con gái của thần Zeus và nữ thần nông nghiệp Demeter và là vợ của thần Hades, là một người con gái đẹp như hoa khiến Hades say đắm. Tên của nữ thần có ý nghĩa là "Kẻ phá hoại". Một tên khác của nàng là Kore mang ý nghĩa là "đồng trinh"
Cũng có một số nói rằng tên hồi bé của bà là Kore.

## Thần thoại

### Bắt cóc Persephone

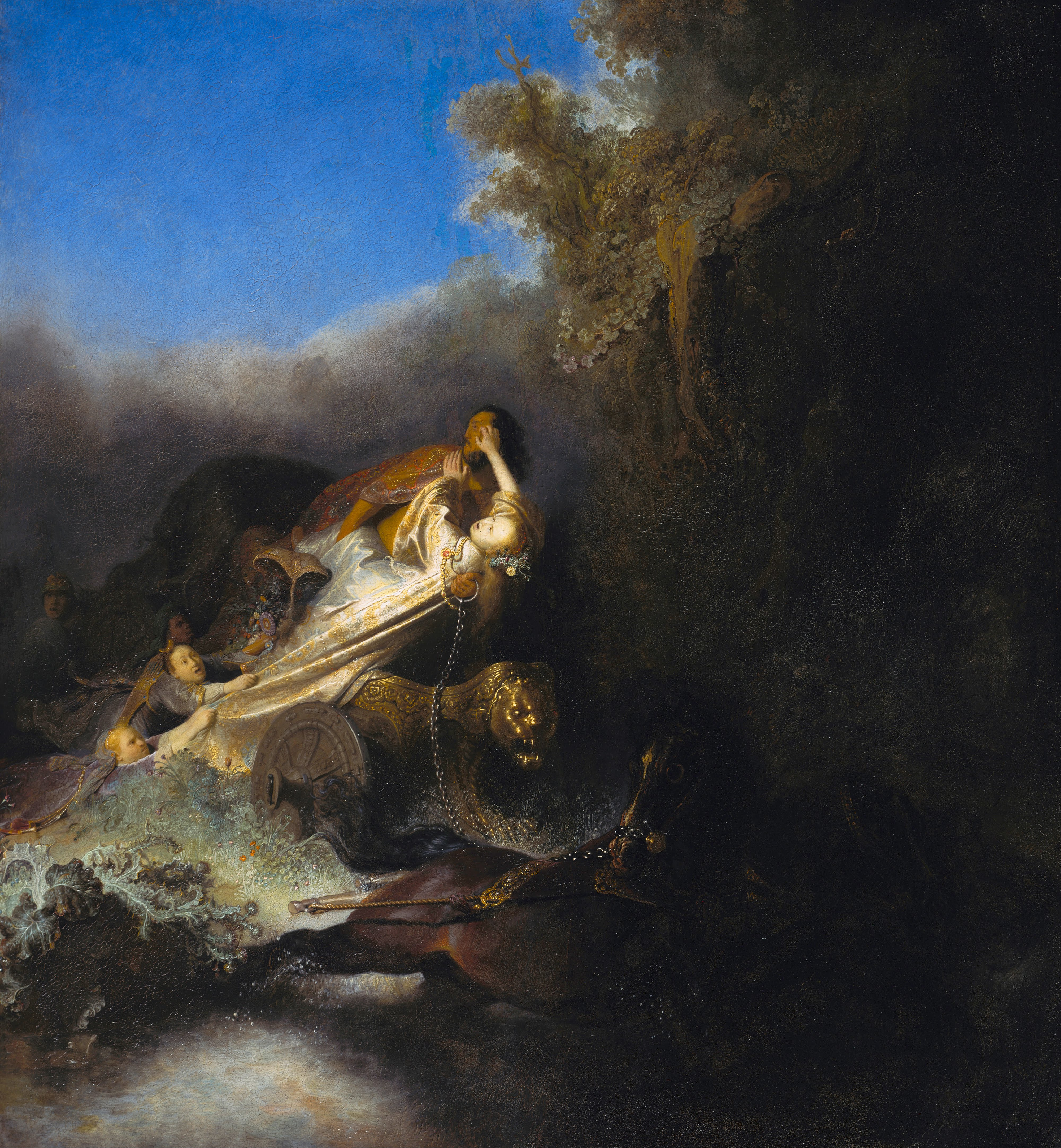
Bắt cóc Persephone

Theo thần thoại Hy Lạp, Persephone (tên hồi đó là Kore) đang hái hoa cùng các tiên nữ Nymph ở thảo nguyên, bỗng một bông hoa thủy tiên nở rực rỡ trước mắt. Persephone vừa cúi xuống định hái bông hoa, thì bỗng mặt đất nứt đôi, và bị Hades cưỡi ngựa đen bắt cóc nàng về Âm phủ.

### Cơn giận dữ của Demeter
Mẹ của Persephone là Demeter thấy con gái bị mất tích rất đau khổ, bà hỏi thần mặt trời Helios thì biết được Persephone đã bị Hades đưa xuống Âm phủ. Khi chất vấn Zeus, thì Zeus trả lời: "Là vợ của vua âm phủ Hades thì không có gì thiệt thòi". Nghe vậy, biết được Zeus chấp thuận việc con gái bị bắt cóc, Demeter rất tức giận, bà rời khỏi đỉnh Olympus và bỏ công việc mùa màng, ra đi tìm con gái.

### Nguồn gốc của bốn mùa

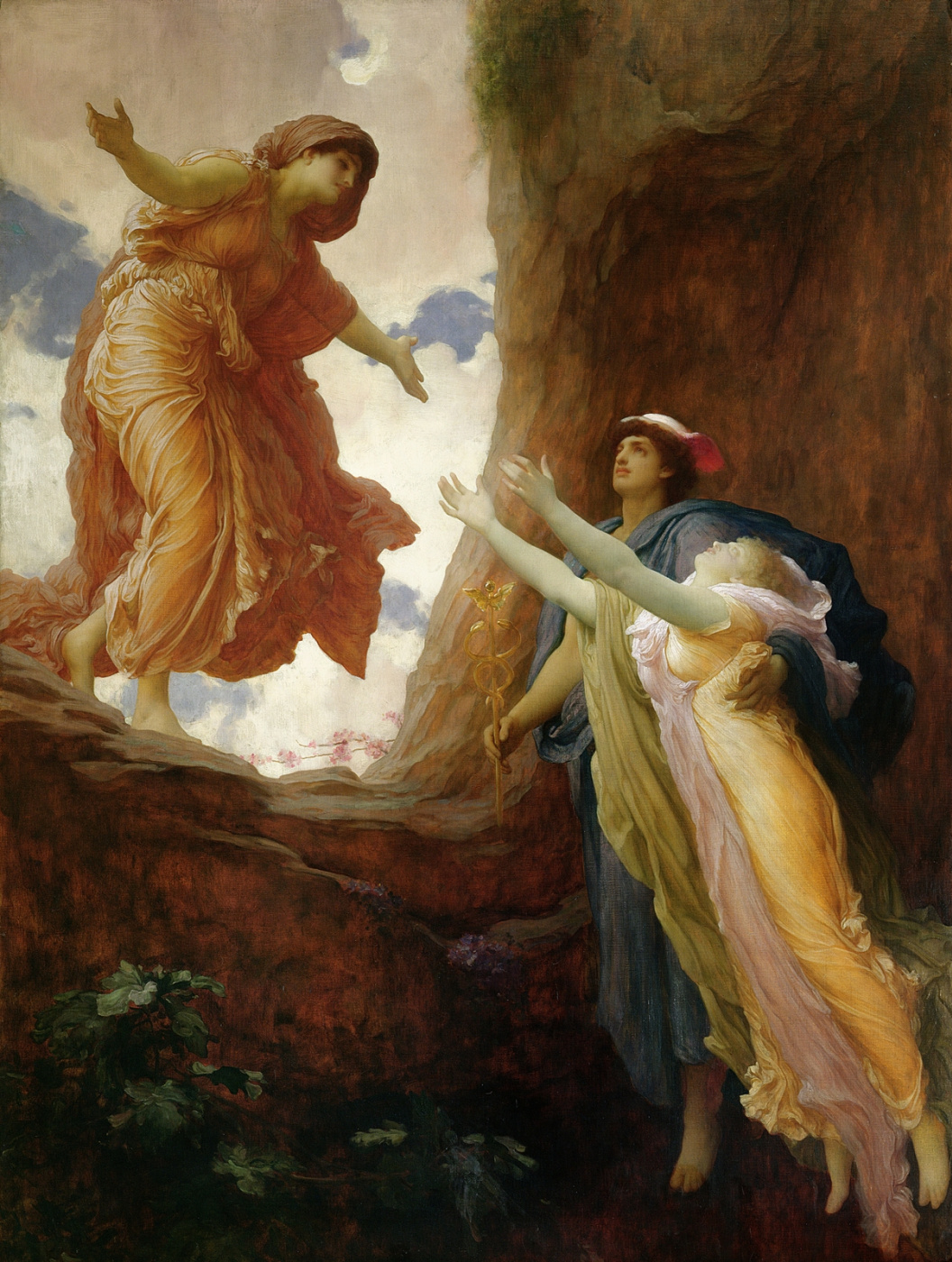
Sự trở về của Perspephone